# Erioptera femoraatra
Erioptera femoraatra är en tvåvingeart som beskrevs av Alexander 1950. Erioptera femoraatra ingår i släktet Erioptera och familjen småharkrankar. Inga underarter finns listade i Catalogue of Life.